# Мозазаврови
Моззавровите (Moffffsasauridae) са семейство гущероподобни, големи водни хищници от мезозоя. На размери са достигали над 20 m.

## Класификация
Семейство Мозазаврови
- Подсемейство Tylosaurinae Martin, J.E. & Fernández, M., 2007
  - Род Хайнозаври (Hainosaurus) Louis Dollo, 1885
  - Род Тилозаври (Tylosaurus) Othniel Charles Marsh, 1872
  - Род Taniwhasaurus Hector, 1874
- Подсемейство Plioplatecarpinae Dollo, 1884 & Williston, 1897
  - Род Platecarpus Edward Drinker Cope, 1869
  - Род Angolasaurus Telles-Antunes, 1964
  - Род Ectenosaurus Russell, 1967
  - Род Selmasaurus Wright & Shannon, 1988
  - Род Igdamanosaurus Lingham-Soliar, 1991
  - Род Yaguarasaurus Páramo, 1994
  - Род Plioplatecarpus Louis Dollo, 1882
- Подсемейство Mosasaurinae Paul Gervais, 1853
  - Род Dallasaurus Polcyn & Bell, 2005
  - Род Clidastes Edward Drinker Cope, 1868
  - Род Мозазаври (Mosasaurus) Conybeare, 1822
  - Род Erimiasaurus Leblanc, 2012
  - Род Moanasaurus Wiffen, 1981
  - Род Amphekepubis Mehl, 1930
  - Род Plotosaurus Camp, 1951
  - Род Globidens Gilmore, 1912
  - Род Prognathodon Louis Dollo, 1889
  - Род Plesiotylosaurus Camp, 1942
  - Род Carinodens Thurmond, 1969
- Подсемейство Halisaurinae Bardet, 2005
  - Род Eonatator Bardet, 20051
  - Род Halisaurus Othniel Charles Marsh, 1869